# André Oostrom
Andreas Cornelis Bernardus Maria Oostrom (IJsselstein, 17 oktober 1953) is een Nederlandse voormalig voetballer.
Hij begon zijn profloopbaan in 1973 bij FC Utrecht, waar hij uitgroeide tot een vaste waarde. Vier jaar later maakte Oostrom voor een bedrag van 250.000 gulden de overstap naar FC VVV. Ook daar kon hij doorgaans op een basisplaats rekenen. Met VVV degradeerde hij in 1979 naar de eerste divisie.
In 1980 zocht Oostrom zijn geluk overzee. Hij vertrok naar Edmonton Drillers, waar onder anderen ook zijn oud-ploeggenoot Lorenz Hilkes en de Nederlanders Henk ten Cate en Dwight Lodeweges speelden.
Na drie seizoenen North American Soccer League keerde de Utrechter terug naar Nederland. Hij speelde nog vier jaar in de eredivisie bij Go Ahead Eagles. Daarna richtte hij zich samen met John Oude Wesselink met wie hij bij de Eagles speelde, op het lopen van marathons.

## Profstatistieken
| Seizoen | Club              | Land             | Competitie                          | Wed. | Goals |
| ------- | ----------------- | ---------------- | ----------------------------------- | ---- | ----- |
| 1973/74 | FC Utrecht        | Nederland        | Eredivisie                          | 4    | 0     |
| 1974/75 | FC Utrecht        | Nederland        | Eredivisie                          | 33   | 0     |
| 1975/76 | FC Utrecht        | Nederland        | Eredivisie                          | 34   | 1     |
| 1976/77 | FC Utrecht        | Nederland        | Eredivisie                          | 34   | 1     |
| 1977/78 | FC VVV            | Nederland        | Eredivisie                          | 34   | 0     |
| 1978/79 | FC VVV            | Nederland        | Eredivisie                          | 17   | 1     |
| 1979/80 | FC VVV            | Nederland        | Eerste divisie                      | 19   | 0     |
| 1980    | Edmonton Drillers | Verenigde Staten | NASL                                | 29   | 2     |
| 1980/81 | Edmonton Drillers | Verenigde Staten | NASL Indoor                         | 13   | 5     |
| 1981    | Edmonton Drillers | Verenigde Staten | NASL                                | 9    | 0     |
| 1981/82 | Edmonton Drillers | Verenigde Staten | NASL Indoor                         | 18   | 11    |
| 1982    | Edmonton Drillers | Verenigde Staten | NASL                                | 24   | 1     |
| 1982/83 | Go Ahead Eagles   | Nederland        | Eredivisie                          | 28   | 0     |
| 1983    | Toronto Nationals | Canada           | Canadian Professional Soccer League | -    | -     |
| 1983/84 | Go Ahead Eagles   | Nederland        | Eredivisie                          | 22   | 1     |
| 1984/85 | Go Ahead Eagles   | Nederland        | Eredivisie                          | 25   | 0     |
| 1985/86 | Go Ahead Eagles   | Nederland        | Eredivisie                          | 11   | 0     |
| Totaal  | Totaal            | Totaal           | Totaal                              | 354  | 24    |